# Flammenwerfer 41
Il Flammenwerfer 41 o FmW 41 (in tedesco semplicemente "Lanciafiamme") era un lanciafiamme tedesco impiegato dalla Wehrmacht durante la seconda guerra mondiale. Era una versione aggiornata ed alleggerita del Flammenwerfer 35.

## Tecnica
Il FmW 41 entrò in produzione nel 1941, in sostituzione del Flammenwerfer 40, i cui serbatoi anulari si erano dimostrati vulnerabili sul campo. La gittata del dardo era di 32 m. Pesava 28,7 kg e la capacità del serbatoio era di 11,8 l di una miscela di catrame e benzina chiamata Flammöl 19. L'innesco era fornito da una torcia all'idrogeno, che forniva 10 secondi di uso continuativo. Il catrame serviva ad aumentare la gittata del dardo aumentando il peso della miscela. Il sistema di innesco era attivato in parallelo alla valvola di lancio. Nei primi periodi di impiego operativo, la lancia era rivestita in modo da assomigliare ad un normale fucile da fanteria, al fine di confondere i cecchini nemici.